# Ahelaid

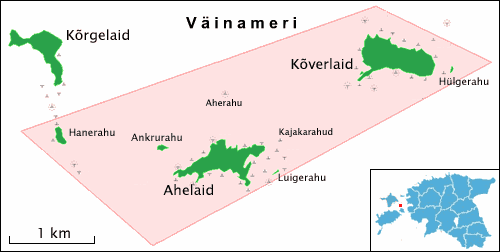

Ahelaid är en ö utanför Estlands västkust. Den ligger i Pühalepa kommun i Hiiumaa (Dagö), 120 km sydväst om huvudstaden Tallinn. Dess storlek är 0,26 km2.
Ahelaid ingår i en liten ögrupp som ligger i havsomårdet Moonsund (estniska: Väinameri) mellan Dagö i norr och Moon i söder. Till ögruppen hör bland annat Kõverlaid i nordöst samt Kõrgelaid, Vareslaid och Hanikatsi laid som alla ligger nordväst om Ahelaid.